# Czarny Staw pod Rysami
Der Schwarze See unterhalb der Meeraugspitze (pl. Czarny Staw pod Rysami) in Polen ist ein Gletschersee im Fischseetal (pl. Dolina Rybiego Potoku) in der Hohen Tatra. Er befindet sich in der Gemeinde Bukowina Tatrzańska unterhalb der Żabia Lalka und ist über den Wanderweg vom Meerauge erreichbar. Hier befindet sich auch der Aufstieg zur Meeraugspitze, dem höchsten Berg Polens. Das Wasser des Sees fließt über den Schwarzseebach (Czarnostawiański Potok) in das Meerauge.

## Belege
- Zofia Radwańska-Paryska, Witold Henryk Paryski, Wielka encyklopedia tatrzańska, Poronin, Wyd. Górskie, 2004, ISBN 83-7104-009-1.
- Tatry Wysokie słowackie i polskie. Mapa turystyczna 1:25000, Warszawa, 2005/06, Polkart ISBN 83-87873-26-8.
- Ernst Hochberger, Berg- und Wanderführer Hohe Tatra